# هارون سميث (موسيقي)
هارون سميث (بالإنجليزية: Aaron Smith)‏ هو موسيقي أمريكي، ولد في 3 سبتمبر 1950.

## وصلات خارجية
- أرون سميث على موقع ميوزك برينز (الإنجليزية)
- أرون سميث على موقع ديسكوغز (الإنجليزية)